# Atilia potatoria
Atilia potatoria là một loài ruồi trong họ Tachinidae.